# PGC 169973
LEDA/PGC 169973 ist eine Elliptische Galaxie im Sternbild Andromeda am Nordsternhimmel. Sie ist schätzungsweise 249 Millionen Lichtjahre von der Milchstraße entfernt und hat einen Durchmesser von etwa 30.000 Lichtjahren. Vom Sonnensystem aus entfernt sich das Objekt mit einer errechneten Radialgeschwindigkeit von näherungsweise 5.500 Kilometern pro Sekunde.
Im selben Himmelsareal befinden sich unter anderem die Galaxien NGC 703, NGC 704, NGC 709, PGC 6974.